# Alan O’Brien
Alan O’Brien (ur. 20 lutego 1985 w Dublinie) – irlandzki piłkarz, grający na pozycji lewego pomocnika w Yeovil Town.
O’Brien grał przez trzy lata w młodzieżowej drużynie Newcastle United. W latach 2004–2007 grał dla pierwszej drużyny tego klubu, ale zaliczył tylko pięć występów. Był również w 2005 roku wypożyczony do Carlisle United, gdzie również zagrał pięciokrotnie, ale strzelił jedną bramkę. W 2007 roku został sprzedany do Hibernian, a w 2009 roku został graczem Swindon Town.
O’Brien ma na swoim koncie pięć występów w reprezentacji Irlandii. Wcześniej grał w drużynach młodzieżowych reprezentacji m.in. do lat 14, 15, 16 i 19.